# Fred Winters
Frédéric "Fred" Winters (25 de setembro de 1982) é um voleibolista profissional canadense.

## Carreira
Fred Winters é membro da seleção canadense de voleibol masculino. Em 2016, representou seu país nos Jogos Olímpicos de Verão no Rio de Janeiro, que ficou em sexto lugar.